# Seo Tai Ji
Seo Tai Ji는 서태지가 미국 체류중에 제작하여 1998년에 발매한 음반으로, 서태지와 아이들 은퇴 선언 이후 솔로 복귀작인 첫 번째 앨범이다. 아티스트 이름이 쓰여진 셀프 타이틀이어서 주로 ‘서태지 1집’으로 불리다가 2000년 본격적으로 컴백을 선언하며 발매한 앨범을 서태지 본인이 ‘6집’이라 지칭하면서 서태지의 팬 사이에서 이 앨범은 자연스럽게 '솔로 1집'이 아닌, '5집'으로 통용되고 있다.

## 앨범 설명
1998년에 발매되었으며, 보라색 케이스로 구성되었고 특별한 제목 없이 'Seo Tai Ji'라는 글자만 적혀 있다. 서태지가 의도하지는 않았지만, 발매 당시에는 당시 음반제작사였던 삼성뮤직에서 음반을 구매하는 사람들에게 한해 가사가 적힌 가사지를 배포했다. 부클릿에는 알파벳으로 이상한 문장들이 쓰여있는데, 두벌식 키보드로 한/영 변환 후 그대로 타자를 치면 시인 이상의 시 '오감도'가 나온다.
수록곡은 주로 얼터너티브 록 계열의 음악이며, 가사의 내용에 대한 해석은 매우 다양하지만, 일반적으로 받아들여지는 해석에 따르면 각각의 수록곡들의 가사의 내용들은 외계인이 인류를 창조했다는 설, 낙태, 혼란과 절망에 빠진 자아의 모습, 팬들에게 보내는 희망적인 내용, 타국에서는 유명인이 아닌 서태지가 본인이 미국에서 느꼈던 이질감 등을 내포하고 있다고 한다. 제목들은 의미없이 트랙순으로 Take one, Take two 식으로 되어 있다. 다만, 3개의 짧은 브릿지 곡 들은 제목을 달아 각 곡들의 의미를 추측해 볼 수 있는 힌트를 제공한다.
발매 당시 앨범의 길이는 EP 수준인데 정규 음반의 가격이 책정되었다는 점이 논란이 된 바 있다. 하지만 서태지가 직접 방송 출연을 하지 않았음에도 불구하고 130만 장의 판매고를 올렸다.

### 재발매판
5집은 2004년에 재발매된 적이 있고, 2007년 발매된 서태지 15주년 기념 박스세트에 포함된 버전이 2009년에 또 다시 개별적으로 재발매되었다. 2004년 앨범은 초판과 구성이 같고, 2007/2009년 앨범의 히든트랙으로는 2004년 발매됐던 《Seotaiji Live Tour Zero》앨범의 라이브 음원 중 네 곡이 수록되었다.

## 음악성
5집의 음악적 색채는 대부분이 얼터너티브 록(Alternative Rock)의 모습을 취하고 있으며, 당시 미국과 캐나다 등지에서 유행하던 뉴 메탈의 색채도 상당히 담겨 있다. 서태지와 아이들 시절에 보여주었던 댄스, 힙합 음악은 전혀 들을 수가 없으며, 록 아티스트로서의 서태지가 만든 음악만이 담겨 있다.

## 수록곡

### CD
전체 작곡: 서태지
- 전체 편곡: 서태지| #             | 제목          | 작사          | 재생 시간 |
| ------------- | ------------- | ------------- | --------- |
| 1.            | Maya          |               | 0:25      |
| 2.            | Take One      | 서태지        | 4:17      |
| 3.            | Take Two      | 서태지        | 3:59      |
| 4.            | Radio         |               | 0:23      |
| 5.            | Take Three    | 서태지        | 4:32      |
| 6.            | Take Four     | 서태지        | 3:28      |
| 7.            | Lord          |               | 0:24      |
| 8.            | Take Five     | 서태지        | 4:17      |
| 9.            | Take Six      | 서태지        | 2:58      |
| 총 재생 시간: | 총 재생 시간: | 총 재생 시간: | 28:06     |
- 히든 트랙(연주곡): 〈Take Six〉가 2분 58초에 끝나고 5분 00초부터 히든 트랙(연주곡)이 재생된다.

### TAPE
| #  | 제목       | 작사·작곡 | 편곡   | 재생 시간 |
| -- | ---------- | --------- | ------ | --------- |
| 1. | Maya       | 서태지    | 서태지 | 0:25      |
| 2. | Take One   | 서태지    | 서태지 | 4:17      |
| 3. | Take Two   | 서태지    | 서태지 | 3:59      |
| 4. | Radio      | 서태지    | 서태지 | 4:22      |
| 5. | Take Three |           | 서태지 | 4:32      |

| #  | 제목      | 작사·작곡 | 편곡   | 재생 시간 |
| -- | --------- | --------- | ------ | --------- |
| 1. | Take Four | 서태지    | 서태지 | 3:28      |
| 2. | Lord      | 서태지    | 서태지 | 0:24      |
| 3. | Take Five |           | 서태지 | 4:17      |
| 4. | Take Six  |           | 서태지 | 6:21      |

| #   | 제목                      | {{{기타정보}}} | 재생 시간 |
| --- | ------------------------- | -------------- | --------- |
| 1.  | Maya                      | 서태지         | 0:25      |
| 2.  | Take One                  | 서태지         | 4:17      |
| 3.  | Take Two                  | 서태지         | 3:59      |
| 4.  | Radio                     | 서태지         | 0:23      |
| 5.  | Take Three                | 서태지         | 4:32      |
| 6.  | Take Four                 | 서태지         | 3:28      |
| 7.  | Lord                      | 서태지         | 0:24      |
| 8.  | Take Five                 | 서태지         | 4:17      |
| 9.  | Take Six                  | 서태지         | 6:21      |
| 10. | Take Two ('04 Zero Live)  |                | 4:21      |
| 11. | Take Four ('04 Zero Live) |                | 3:49      |
| 12. | Take Six ('04 Zero Live)  |                | 3:04      |
| 13. | Take Five ('04 Zero Live) |                | 4:23      |

## 참여
이 목록은 해당 앨범의 부클릿에서 발췌하였다.
- 서태지 - 프로듀서, 보컬, 랩, 작사·작곡·편곡, 기타, 베이스 기타, 건반 악기, 샘플링, 스크래치, 녹음, 이그제큐티브 프로듀서
- 이동일, 박종범, 박성규, 송상근, 정주석 - 디자인

### 2007/2009 리마스터링 재발매판
- 서태지: 프로듀서, 이그제큐티브 프로듀서
- Tower Mastering studio(로스엔젤레스), Techno-T studio: 마스터링 스튜디오

### 내용주
1. ↑  Nu Metal. 대한민국에서는 '하드코어 록'(Hardcore Rock)으로 알려졌다.

### 참조주
1. ↑  《Seo Tai Ji》 라이너 노츠